# Dave Jones (Fußballspieler)
David Robert „Dave“ Jones (* 17. August 1956 in Liverpool) ist ein ehemaliger englischer Fußballspieler und aktueller Trainer.

## Karriere als Spieler
Dave Jones startete seine Spielerlaufbahn beim FC Everton in seiner Heimatstadt Liverpool. Zwischen 1975 und 1979 bestritt er 86 Ligaspiele für seine Mannschaft und erzielte dabei in der Saison 1976/77 sein einziges Tor. 1979 wechselte er für £275,000 zu Coventry City, dort blieb er jedoch aufgrund einer Verletzung ohne größere Spieleinsätze. Nach einer Zwischenperiode in Hongkong, wo er für Seiko SA aktiv war, kehrte er 1981 zurück nach England und spielte die folgenden beiden Jahre für Preston North End.

## Karriere als Trainer

### Stockport County
Nach mehreren Jahren als Assistenz- bzw. Jugendtrainer, übernahm Dave Jones 1995 den Trainerposten bei Stockport County. In der Saison 1996/97 führte er seinen Verein als Tabellenzweiten hinter dem FC Bury in die zweite Liga. Durch diese erfolgreiche Tätigkeit bei seiner ersten Trainerstation wurde der höherklassig spielende FC Southampton auf ihn aufmerksam und verpflichtete ihn für die kommende Saison.

### FC Southampton
In der Premier League 1997/98 belegte er am Saisonende den zwölften Rang und damit eine Platzierung im Mittelfeld der Tabelle. Die folgende Spielzeit in der Premier League 1998/99 verbrachte die Mannschaft lange in Abstiegsnöten, erreichte am Ende jedoch Platz 17 und damit den Klassenerhalt. Im Verlauf der Saison 1999/2000 wurde Dave Jones im Januar 2000 von seinem Verein entlassen, da er sich vor Gericht verantworten musste und seine Tätigkeit als Manager darunter zu leiden drohte.

### Wolverhampton Wanderers
Im Januar 2001 unterschrieb Jones seinen nächsten Vertrag bei den Wolverhampton Wanderers, die zu dieser Zeit in der zweiten Liga aktiv waren. Nach einem knapp verpassten Aufstieg in der Saison 2001/02 gelang 2002/03 der Aufstieg in die Premier League durch einen 3:0-Sieg im Play-off-Finale über Sheffield United. Der Aufenthalt in der Premier League 2003/04 war jedoch nur von kurzer Dauer, es folgte der direkte Wiederabstieg und in der Saison 2004/05 drohte sogar der direkte Durchmarsch in die dritte Liga. Dave Jones wurde daraufhin Ende 2004 entlassen und durch Glenn Hoddle ersetzt.

### Cardiff City
2005 übernahm Dave Jones seinen vierten Trainerposten beim walisischen Verein Cardiff City. Sein neuer Verein war in der zweiten englischen Liga aktiv. In den folgenden Jahren konnte Jones seine Mannschaft kontinuierlich verstärken und feierte den Höhepunkt im Mai 2008 durch den Einzug ins Finale des FA Cup 2007/08. Dieses verlor seine Mannschaft jedoch mit 0:1 gegen den FC Portsmouth. In der Football League Championship 2009/10 erreichte Cardiff das Play-off-Finale, nachdem sie am Ende der Saison den vierten Platz belegt hatten. Cardiff verlor jedoch erneut eine Finalpartie, diesmal mit 2:3 gegen den FC Blackpool.
Auch in der Football League Championship 2010/11 überzeugt Cardiff City mit konstant guten Leistungen und erreichte das Play-off-Halbfinale. Dort scheiterte die Mannschaft am FC Reading und verfehlte damit zum dritten Mal in Folge den Aufstieg in die Premier League. Am 30. Mai 2011 gab der Verein die Trennung von Dave Jones bekannt.

### Sheffield Wednesday
Am 2. März 2012 wurde Jones als neuer Trainer des Drittligisten Sheffield Wednesday vorgestellt. Mit diesem feierte er in der Football League One 2011/12 als Tabellenzweiter den Aufstieg in die Football League Championship. Im darauffolgenden Jahr wurde die Klasse erfolgreich gehalten. Nach einer erfolglosen Hinrunde 2013/14 wurde Jones am 1. Dezember 2013 entlassen.

### Hartlepool United
Im Januar 2017 wurde Jones als Nachfolger von Craig Hignett vom Viertligisten Hartlepool United unter Vertrag genommen und brachte Kevin Cooper und Alex Armstrong als seine Assistenten mit. Bereits im April 2017 trennte sich Hartlepool wieder vom gesamten Trainerstab, nachdem nur 13 Punkte aus 17 Partien geholt wurden.